# Saint-Affrique
 (septembre 2022).
Pour les articles homonymes, voir Affrique.
Saint-Affrique (en occitan rouergat Sant Africa) est une commune française située dans le département de l'Aveyron, en région Occitanie, sous-préfecture de 1800 à 1926. Elle compte une population de 7 992 habitants.
Le patrimoine architectural de la commune comprend quatre immeubles protégés au titre des monuments historiques : le Pont Vieux, classé en 1886, le dolmen de Tièrgues, classé en 1889, le château de Mas Rougier, inscrit en 1979, ainsi que le pressoir de Savignac, inscrit en 1980.

## Géographie

### Localisation
La commune se situe dans le Massif central méridional, dans le département de l'Aveyron. Elle est traversée par la Sorgues, qui, avec ses affluents, a découpé sept montagnes et sommets : des Anglais, de la Quille, de la Fous, la sèrre (en français : la crête, le sommet), des Cazes, de Nougayrolle et du Rocher de Caylus. Cinq ponts permettent la circulation, par ordre d'ancienneté : le pont Vieux, le pont Neuf, le pont du Centenaire (ou des Frères), le pont Ferroviaire et le pont de la Résistance.
Peuplée de 7 924 habitants, elle forme avec la commune voisine de Vabres-l'Abbaye une petite agglomération, l'unité urbaine de Saint-Affrique.

### Communes limitrophes

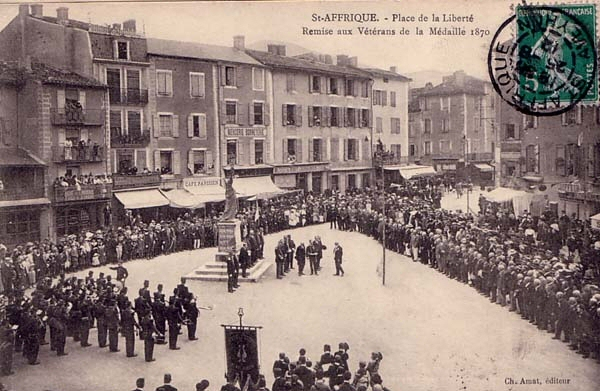
Place de la Liberté à la fin du XIXe siècle.

Saint-Affrique est limitrophe de dix autres communes — toutes situées dans l'arrondissement de Millau — dont Gissac au sud-est sur 750 mètres.
Les communes limitrophes sont Calmels-et-le-Viala, Les Costes-Gozon, Gissac, Roquefort-sur-Soulzon, Saint-Jean-d'Alcapiès, Saint-Jean-et-Saint-Paul, Saint-Rome-de-Cernon, Saint-Rome-de-Tarn, Vabres-l'Abbaye et Versols-et-Lapeyre.
| Les Costes-Gozon    | Saint-Rome-de-Tarn | Saint-Rome-de-Cernon, Roquefort-sur-Soulzon     |
| Calmels-et-le-Viala | Saint-Affrique     | Saint-Jean-d'Alcapiès, Saint-Jean-et-Saint-Paul |
|                     | Vabres-l'Abbaye    | Versols-et-Lapeyre, Gissac                      |

### Géologie et relief
La superficie de la commune est de 11 096 hectares ; son altitude varie de 279  à   720 mètres.
La ville est la capitale du Saint-Affricain, pays attaché à la région naturelle des monts de Lacaune dont il constitue les dernières retombées. Il présente des paysages, une flore, une faune et un patrimoine très diversifiés. Le territoire de la commune constitue une fraction du Parc naturel régional des Grands Causses.
Plusieurs zones géologiques très différentes se trouvent à proximité :
- à l'est, les causses et vallées de l'Aveyron gorges, vallées et hauts plateaux calcaires ;
- au sud, le Rougier de Camarès schistes et argiles rouges ;
- au nord, le plateau du Lévézou.

### Climat
Pour des articles plus généraux, voir Climat de l'Occitanie et Climat de l'Aveyron.
En 2010, le climat de la commune est de type climat océanique altéré, selon une étude s'appuyant sur une série de données couvrant la période 1971-2000. En 2020, Météo-France publie une typologie des climats de la France métropolitaine dans laquelle la commune est exposée à un climat de montagne et est dans la région climatique Sud-est du Massif Central, caractérisée par une pluviométrie annuelle de 1 000 à 1 500 mm, minimale en été, maximale en automne.
Pour la période 1971-2000, la température annuelle moyenne est de 12,8 °C, avec une amplitude thermique annuelle de 15,8 °C. Le cumul annuel moyen de précipitations est de 835 mm, avec 10,1 jours de précipitations en janvier et 5,3 jours en juillet. Pour la période 1991-2020, la température moyenne annuelle observée sur la station météorologique la plus proche, située sur la commune de Montlaur à 10 km à vol d'oiseau, est de 12,5 °C et le cumul annuel moyen de précipitations est de 705,4 mm,. Pour l'avenir, les paramètres climatiques de la commune estimés pour 2050 selon différents scénarios d'émission de gaz à effet de serre sont consultables sur un site dédié publié par Météo-France en novembre 2022.

## Urbanisme

### Typologie
Au 1er janvier 2024, Saint-Affrique est catégorisée petite ville, selon la nouvelle grille communale de densité à 7 niveaux définie par l'Insee en 2022.
Elle appartient à l'unité urbaine de Saint-Affrique, une agglomération intra-départementale dont elle est ville-centre,. Par ailleurs la commune fait partie de l'aire d'attraction de Saint-Affrique, dont elle est la commune-centre,. Cette aire, qui regroupe 16 communes, est catégorisée dans les aires de moins de 50 000 habitants,.

### Villagesethameaux
Bedos, Boussac, Bournac, Le Cambon, Crassous, Saint-Étienne-de-Naucoules, Savignac, Tiergues, Truans, Vailhauzy, Vendeloves.

### Hameaux, lieux-dits ou écarts
Camaras, la Capelle, les Cazes, la Cazotte, Caylus, Couat, Fregebise, Maxiliou, Monhargues, Moulin du Juge, Roc-Blanc, Saint-Amans, Saint-Vincent, Touloupy, Vaxergue, le Vern, la Vernière, Vispens.

### Voies de communication et transports

#### La desserte ferroviaire
Saint-Affrique avait espéré être sur le tracé d'une ligne joignant Rodez à Montpellier par les Causses, mais le passage par Tournemire et Millau fut décidé en 1867. En compensation, un embranchement joignant Tournemire-Roquefort à Saint-Affrique fut accordé.
- 10 août 1868 : déclaration d'utilité publique et concession à la Compagnie du Midi
- 18 octobre 1874 : mise en service de la ligne de Tournemire-Roquefort à Saint-Affrique
- 20 juin 1881 : déclaration d'utilité publique d'une ligne de Saint-Juéry à Saint-Affrique
- 20 novembre 1883 : concession de Saint-Juéry-Saint-Affrique à la Compagnie du Midi
- 1904 : adjudication de dix lots concernant la construction de la ligne de Saint-Juéry à Saint-Affrique
- 1914 : de la main d'œuvre d'origine étrangère travaille sur le chantier
- 1915-1917 : des prisonniers allemands sont réquisitionnés pour travailler sur le chantier
- 1er avril 1932 : l'État, responsable des infrastructures, livre celles-ci à la Compagnie du Midi qui proteste contre ce nouveau « fardeau » et en réfère à l'avis du Conseil National Économique qui classe la ligne en travaux de seconde urgence
- Avril 1934 : le concessionnaire est autorisé à ne pas entreprendre les travaux de superstructure à sa charge (pose de la voie, signalisation, communications, mobilier des gares…) dans l'attente de jours meilleurs
- fin 1938 : la ligne de Tournemire-Roquefort à Saint-Affrique est coordonnée
- 30 novembre 1941 : déclassement de la ligne de Saint-Juéry à Saint-Affrique qui aura coûté 63 700 000 francs aux contribuables
- 1975 : pose de quelques centaines de mètres de voie en direction de Saint-Juéry pour desservir la nouvelle zone industrielle de Saint-Affrique
- années 1980 : fermeture de Tournemire-Roquefort - Saint-Affrique au trafic marchandises
- 12 février 2001 : cession par RFF des terrains aux collectivités territoriales qui transforment la plate-forme en piste cyclable.
Ainsi la ligne de Tournemire-Roquefort est devenue une piste cyclable alors que la ligne de Saint-Juéry est devenue une route touristique suivant la vallée du Tarn.

#### Les trains
- Avant 1914, des trains assuraient une correspondance à Tournemire-Roquefort avec presque tous les trains sillonnant la ligne des Causses. Il y avait cinq navettes l'hiver et six l'été.
- Durant l'entre-deux-guerres, la desserte avait été ramenée à quatre trains mixtes quotidiens.
- Après la fusion PO-Midi (1934), il n'y eut plus que deux trains légers et un mixte jusqu'à la coordination de fin 1938.
- Jusqu'à la fermeture, la ligne fut alors desservie par trois trains hebdomadaires remorqués par des Y 7400 de Béziers.

La ville dispose également d'un aérodrome, l'aérodrome de Saint-Affrique-Belmont.

## Toponymie
Saint-Affrique doit son nom à Affricanus, évêque du Comminges au VIe siècle.
Ses habitants sont les Saint-Affricains.
En occitan, la commune se nomme Sant Africa.

## Histoire

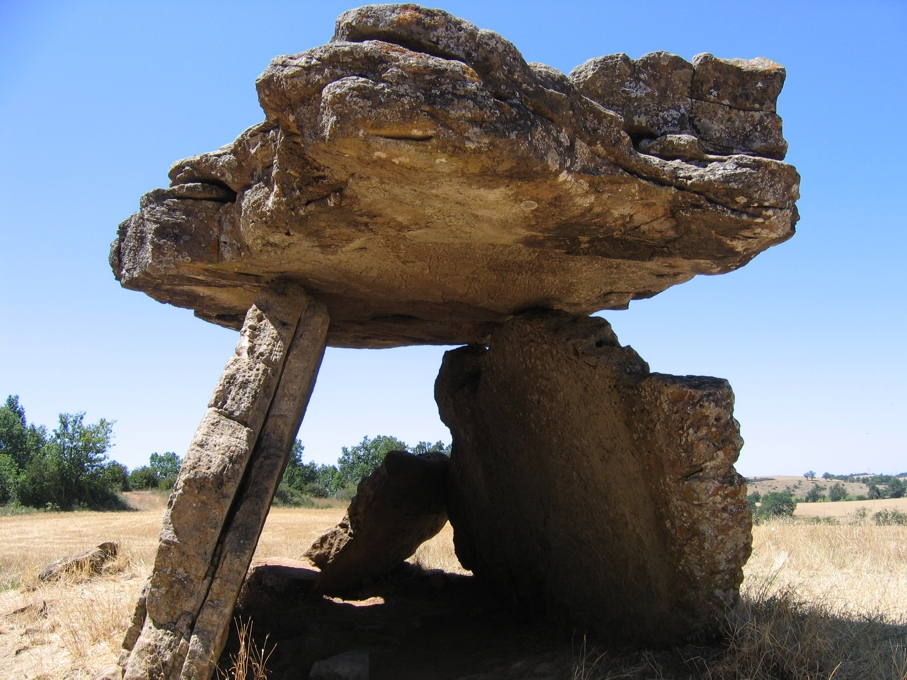
Le dolmen de Tiergues

### Les données archéologiques
- La commune est occupée dès le Néolithique, avec, comme vestiges visibles, le dolmen de Tièrgues, celui de Crassous ou de Boussac
- Une occupation quasi continue du territoire est attestée par la présence, en divers lieux, de tessons de poteries depuis le Néolithique, jusqu'aux Ve – VIe siècles. (Caylus - Le Saint-Affrique d'avant Saint-Affrique, Jean Poujol, 1995, publié à compte d'auteur, chapitre I : L'environnement archéologique)

### La légende
- La tradition locale veut que vers 470, Affricanus, évêque de Comminges persécuté par les Wisigoths ariens, se réfugie dans la Vicaria Curiensis qui prend ensuite le nom de Saint-Affrique.

### L'histoire
- En fait, si plusieurs chartes du cartulaire de l'abbaye de Vabres mentionnent la Vicaria Curiensis à partir de 868, la localisation exacte de cette viguerie fait encore débat chez les historiens, dont certains la situent dans la vallée voisine du Dourdou.
- En 942, le nom de Saint-Affrique est attesté pour la première fois dans le cartulaire de l'abbaye de Vabres : in valle Sorga, in ministerio Firmiaco, in vicaria Sancti Affricani...[16]
- Jusqu'au milieu du Moyen Âge, le territoire et sa ville est sous la domination de la famille de Caylus.
- Vers 1270, le Pont-Vieux est construit.
- En 1349, la ville est le siège d'une viguerie.

D'or à la croix fleurdelysée d'azur chargée en pointe d'un croissant du même, au chef aussi d'azur chargé de trois fleurs de lys du champ.

- Au XIVe siècle, grâce à ses remparts, la ville résiste à l'attaque des Anglais.
- Le 14 septembre 1572 au lendemain de la Saint-Barthélemy, les habitants de Saint-Affrique informés des massacres à Paris, refusent la violence, et scellent entre eux un pacte urbain de tolérance.
- En 1628, contre la politique de Richelieu, la population à majorité protestante utilise les remparts pour résister aux troupes royales du prince de Condé et du duc d'Epernon. Femmes et filles de la ville s’illustrent dans la bataille et les assaillants sont contraints de lever le siège[17].
- Après la reddition de La Rochelle et la paix d'Alès en 1629 toutes les places de sûreté doivent être supprimées. Les remparts de la ville ont été détruits sur ordre de Richelieu de 1632 à 1655.
- La ville est inondée en 1766 et en 1779[18]
- Pendant la Révolution française, la ville prend le nom de Montagne-sur-Sorgue. Le décret du 22 décembre 1795 supprime ce nom et redonne à la ville l’appellation Saint-Affrique.
- La ville devient après la Révolution française chef-lieu de district puis siège de sous-préfecture et le reste jusqu’en 1926.
- En 1806, construction du nouveau temple protestant. Il est dévasté en 1815, pendant la Terreur blanche[19][source insuffisante]
- La ville est inondée en novembre 1808[20] puis de façon plus importante en octobre 1811[21]
- En 1840, annexion des communes de Bedos-Peyralle, Bournac, Saint-Étienne-de-Naucoules et Vendeloves.
- En 1854, une épidémie de choléra ravage la ville. Des vierges votives placées sur les façades des maisons (visibles encore actuellement) ont été disposées ainsi pour remercier la Vierge d'avoir protégé les habitants, très croyants à cette époque.

Seigneurie de Caylus
Ne doit pas être confondu avec Caylus (Tarn-et-Garonne).
La première mention d'un seigneur de Caylus et de son château remonte à une charte datée de 1102 dans laquelle figure un certain Seguin de Caylus. Un testament daté de 1182 permettant d'identifier ses premiers descendants et l'étendue de cette seigneurie.
Il y avait quatre châteaux situés autour de Saint-Affrique dont celui de Caylus, au lieu-dit du « Rocher de Caylus » mais il n'en reste que quelques ruines et:
- Château de Bournac, hameau de Bournac[23] au nord-ouest de la commune,
- Château de Roquefort-sur-Soulzon au nord-est,
- Château de Versols au sud.

La généalogie non exhaustive de ces seigneurs est la suivante:
- Seguin de Caylus
  - Deux fils, Déodat et Pierre qui suivent (ou petits-fils ?)
- Déodat, seigneur de Caylus († av. 1182)
  - Une fille, Marie (v. 1160- ?) qui suivra par son mariage
- Pierre de Caylus († 1182), frère du précédent (dont le testament a permis d'établir une partie de cette généalogie)
  - Deux fils, Pierre et Arnaud qui n'hériteront que d'une partie des biens dont respectivement les châteaux de Verzols et de Roquefort
- Pierre de Combret, vicomte d'Ayssènes et de Combret
  - marié à Marie de Caylus, fille de Déodat
    - Un fils, Déodat qui suit
- Déodat II de Caylus, seigneur de Combret et de Caylus
  - marié en premières noces, vers 1209 à Irdoine de Sévérac, veuve de Guillaume de Rodez, fille unique et héritière de ses parents, Guy IV, seigneur de Sévérac et Béatrix de Canillac, dame héritière de Canillac en Gévaudan.
    - Ils eurent deux filles, Guise et Béatrix, et deux fils :
    - Guy de Sévérac, seigneur du lieu, qui fait la souche de la IIe maison de Sévérac en Rouergue.
    - Déodat II de Caylus ou de Canillac, seigneur de Caylus, de Combret, de Canillac, de Saint-Laurent-d'Olt, ainsi que de Thiézac et de Polminhac en Carladès. Il épouse Meliore de Saint-Ours, fille et héritière de Guillaume de Saint-Urcize, seigneur du lieu.

  - en secondes noces, vers 1230, Isaure, qui lui donne une fille, Hélis, héritière de Caylus qui épouse Guillaume-Bernard, seigneur d'Olargues, auquel elle ne donne qu'un fils, Déodat III, qui fait la suite des seigneurs de Caylus pendant cinq générations jusqu'à Alix de Caylus[réf. souhaitée].

La suite de cette généalogie demande à être vérifiée afin de s'assurer qu'il ne s'agit pas de la commune de Caylus
- Alix de Caylus, apporte la seigneurie par son mariage en 1283 avec Philippe II de Lévis, seigneur de Florensac et de la Roche-en-Régnier, auquel elle donne plusieurs fils, dont :
- Eustache de Lévis-Quélus (1464-), seigneur de Caylus, dont descend, trois générations après :
- Quélus (1554-1578), un des mignons du roi Henri III. En dépit du titre de comte de Caylus de son père, c'était son oncle Jean de Lévis qui était seigneur de Caylus et ce fut sa fille Jeanne de Lévis qui hérita de Caylus et l'apporta par son mariage en 1574 à Jean-Claude de Pestels, seigneur de Branzac, dont est issu, quatre générations après :
- le comte de Caylus, (1692-1765), célèbre écrivain, graveur, archéologue et collectionneur. Il avait comme oncle paternel :
- le duc de Caylus, qui servit le roi Philippe V d'Espagne qui le fit duc espagnol de Caylus, et qui mourut en 1759 vice-roi du Pérou.

### L'histoire contemporaine
- 22 octobre 2003, manifestation massive, ayant eu les honneurs de la presse nationale, pour protester contre la décision de l'Agence régionale de l'hospitalisation de fermer le service de chirurgie de l'hôpital de la commune. Cette manifestation est suivie par d'autres actions médiatiques (occupation du chantier du viaduc de Millau, grève de la faim de cinq personnes…) qui permettront de maintenir le service de chirurgie. C'est à cette occasion que fut créée la Coordination nationale des comités de défense des hôpitaux de proximité[25] le 4 avril 2004.

## Politique et administration

### Administration municipale
Le nombre d'habitants au recensement de 2011 étant compris entre 5 000 habitants et 9 999 habitants au dernier recensement, le nombre de membres du conseil municipal est de vingt neuf,.

### Intercommunalité
Saint-Affrique fait partie de la communauté de communes Saint Affricain, Roquefort, Sept Vallons.
Saint-Affrique est chef-lieu du canton de Saint-Affrique.
Saint-Affrique est également le nom donné à l'agglomération urbaine incluant la ville de Vabres-l'Abbaye pour une population totale de 9 335 habitants en 2016 et une superficie de 152,32 km2.
Avant la réforme administrative de 1926, Saint-Affrique était également chef-lieu de l'arrondissement de Saint-Affrique, supprimé à cette occasion, qui groupait 6 cantons et 56 communes.

### Jumelages

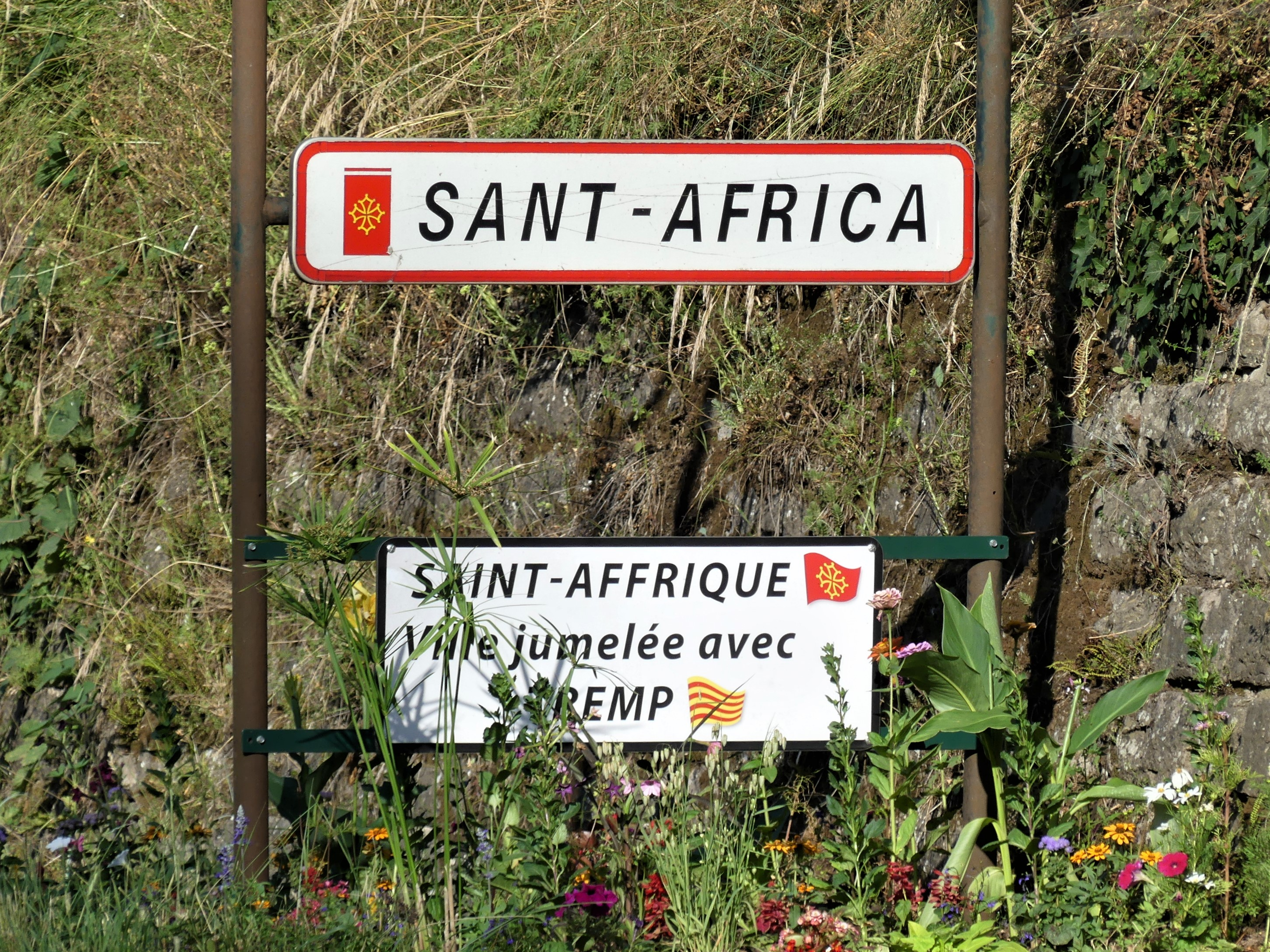
Panneau de jumelage avec Tremp.

| - Azuaga (Espagne) depuis 1992 - Driffield (Angleterre) depuis 1995 - Tremp (Espagne) | \| Azuaga Driffield \| |
| Azuaga Driffield                                                                      |                        |

## Population et société

### Démographie
L'évolution du nombre d'habitants est connue à travers les recensements de la population effectués dans la commune depuis 1793. Pour les communes de moins de 10 000 habitants, une enquête de recensement portant sur toute la population est réalisée tous les cinq ans, les populations de référence des années intermédiaires étant quant à elles estimées par interpolation ou extrapolation. Pour la commune, le premier recensement exhaustif entrant dans le cadre du nouveau dispositif a été réalisé en 2008.

En 2022, la commune comptait 7 924 habitants, en évolution de −2,71 % par rapport à 2016 (Aveyron : +0,37 %, France hors Mayotte : +2,11 %).
| 1793  | 1800  | 1806  | 1821  | 1831  | 1836  | 1841  | 1846  | 1851  |
| ----- | ----- | ----- | ----- | ----- | ----- | ----- | ----- | ----- |
| 3 578 | 4 616 | 5 348 | 6 008 | 6 336 | 6 421 | 6 208 | 6 760 | 6 618 |

| 1856  | 1861  | 1866  | 1872  | 1876  | 1881  | 1886  | 1891  | 1896  |
| ----- | ----- | ----- | ----- | ----- | ----- | ----- | ----- | ----- |
| 6 760 | 6 807 | 7 046 | 7 214 | 7 622 | 7 598 | 7 177 | 7 223 | 7 026 |

| 1901  | 1906  | 1911  | 1921  | 1926  | 1931  | 1936  | 1946  | 1954  |
| ----- | ----- | ----- | ----- | ----- | ----- | ----- | ----- | ----- |
| 6 699 | 6 571 | 6 495 | 6 211 | 6 181 | 6 592 | 6 881 | 7 455 | 7 236 |

| 1962  | 1968  | 1975  | 1982  | 1990  | 1999  | 2006  | 2008  | 2013  |
| ----- | ----- | ----- | ----- | ----- | ----- | ----- | ----- | ----- |
| 7 142 | 7 674 | 8 223 | 8 475 | 7 798 | 7 507 | 8 022 | 8 112 | 8 251 |

| 2018  | 2022  | - | - | - | - | - | - | - |
| ----- | ----- | - | - | - | - | - | - | - |
| 8 034 | 7 924 | - | - | - | - | - | - | - |

| selon la population municipale des années : | 1968 | 1975 | 1982 | 1990 | 1999 | 2006 | 2009 | 2013 |
| Rang de la commune dans le département      | 5    | 5    | 6    | 5    | 5    | 5    | 5    | 5    |
| Nombre de communes du département           | 306  | 303  | 304  | 304  | 304  | 304  | 304  | 304  |

## Économie

### Revenus
En 2018 (données Insee publiées en septembre 2021), la commune compte 3 825 ménages fiscaux, regroupant 7 618 personnes. La médiane du revenu disponible par unité de consommation est de 20 340 € (20 640 € dans le département). 41 % des ménages fiscaux sont imposés ( % dans le département).

### Emploi
| Division       | 2008  | 2013  | 2018  |
| -------------- | ----- | ----- | ----- |
| Commune        | 6,3 % | 9,3 % | 8,6 % |
| Département    | 5,4 % | 7,1 % | 7,1 % |
| France entière | 8,3 % | 10 %  | 10 %  |

En 2018, la population âgée de 15 à 64 ans s'élève à 4 590 personnes, parmi lesquelles on compte 75,2 % d'actifs (66,6 % ayant un emploi et 8,6 % de chômeurs) et 24,8 % d'inactifs,. Depuis 2008, le taux de chômage communal (au sens du recensement) des 15-64 ans est supérieur à celui du département, mais inférieur à celui de la France.
La commune est la commune-centre de l'aire d'attraction de Saint-Affrique,. Elle compte 3 642 emplois en 2018, contre 3 715 en 2013 et 3 668 en 2008. Le nombre d'actifs ayant un emploi résidant dans la commune est de 3 097, soit un indicateur de concentration d'emploi de 117,6 % et un taux d'activité parmi les 15 ans ou plus de 50,8 %.
Sur ces 3 097 actifs de 15 ans ou plus ayant un emploi, 2 042 travaillent dans la commune, soit 66 % des habitants. Pour se rendre au travail, 77,5 % des habitants utilisent un véhicule personnel ou de fonction à quatre roues, 2,9 % les transports en commun, 15,7 % s'y rendent en deux-roues, à vélo ou à pied et 3,8 % n'ont pas besoin de transport (travail au domicile).

### Activités hors agriculture

#### Secteurs d'activités
775 établissements sont implantés à Saint-Affrique au 31 décembre 2019. Le tableau ci-dessous en détaille le nombre par secteur d'activité et compare les ratios avec ceux du département,.
| Secteur d'activité                                                                                        | Commune | Commune | Département |
| Secteur d'activité                                                                                        | Nombre  | %       | %           |
| --- | ------- | ------- | ----------- |
| Ensemble                                                                                                  | 775     | 100 %   | (100 %)     |
| Industrie manufacturière, industries extractives et autres                                                | 74      | 9,5 %   | (17,7 %)    |
| Construction                                                                                              | 94      | 12,1 %  | (13 %)      |
| Commerce de gros et de détail, transports, hébergement et restauration                                    | 205     | 26,5 %  | (27,5 %)    |
| Information et communication                                                                              | 19      | 2,5 %   | (1,5 %)     |
| Activités financières et d'assurance                                                                      | 46      | 5,9 %   | (3,4 %)     |
| Activités immobilières                                                                                    | 42      | 5,4 %   | (4,2 %)     |
| Activités spécialisées, scientifiques et techniques et activités de services administratifs et de soutien | 82      | 10,6 %  | (12,4 %)    |
| Administration publique, enseignement, santé humaine et action sociale                                    | 142     | 18,3 %  | (12,7 %)    |
| Autres activités de services                                                                              | 71      | 9,2 %   | (7,8 %)     |

Le secteur du commerce de gros et de détail, des transports, de l'hébergement et de la restauration est prépondérant sur la commune puisqu'il représente 26,5 % du nombre total d'établissements de la commune (205 sur les 775 entreprises implantées à Saint-Affrique), contre 27,5 % au niveau départemental.

#### Entreprises
Les cinq entreprises ayant leur siège social sur le territoire communal qui génèrent le plus de chiffre d'affaires en 2020 sont : 
- Société Fromagère De Saint Afrique, fabrication de fromage (27 171 k€)
- Sotourdi SA, supermarchés (18 527 k€)
- Distaff, supermarchés (11 488 k€)
- Cma Saint Affrique, commerce de gros (commerce interentreprises) de matériel agricole (6 601 k€)
- SARL Lou Cussou, autres commerces de détail alimentaires en magasin spécialisé (2 300 k€)
- Depuis le Moyen Âge, la ville chef-lieu de commune, au centre d'un territoire essentiellement agricole, est un important lieu de commerce du sud Aveyron dont les marchés et foires actuels sont la survivance.
- Tout au long du XIXe siècle, l'industrie du textile a dominé l'activité industrielle.
- Au XXe siècle, l'industrie agroalimentaire avec en particulier le roquefort, puis le tourisme ont remplacé l'industrie textile.
- Hormis l'activité industrielle liée à l'agriculture (machinisme agricole, construction métalliques), la seule industrie notable est la SEFEE (Société d'études et de fabrications électroniques et électriques) qui, avec un effectif de 140 salariés, dégage un chiffre d'affaires de 19,7 millions d'euros en 2007 (source : portail de la société).

### Agriculture
La commune est dans les Monts de Lacaune, une petite région agricole occupant le sud du département de l'Aveyron. En 2020, l'orientation technico-économique de l'agriculture sur la commune est l'élevage d'ovins ou de caprins.
|               | 1988  | 2000  | 2010  | 2020  |
| ------------- | ----- | ----- | ----- | ----- |
| Exploitations | 91    | 54    | 42    | 37    |
| SAU (ha)      | 4 480 | 3 740 | 4 067 | 3 583 |

Le nombre d'exploitations agricoles en activité et ayant leur siège dans la commune est passé de 91 lors du recensement agricole de 1988 à 54 en 2000 puis à 42 en 2010 et enfin à 37 en 2020, soit une baisse de 59 % en 32 ans. Le même mouvement est observé à l'échelle du département qui a perdu pendant cette période 51 % de ses exploitations,. La surface agricole utilisée sur la commune a également diminué, passant de 4 480 ha en 1988 à 3 583 ha en 2020. Parallèlement la surface agricole utilisée moyenne par exploitation a augmenté, passant de 49 à 97 ha.

### Santé
Saint-Affrique possède un centre hospitalier, (bloc opératoire, imagerie médicale, ophtalmologie, laboratoire, maternité, urgences...), une maison de retraite type EHPAD,

### Enseignement
Saint-Affrique fait partie de l'académie de Toulouse.
- Avec son statut d'ex-sous-préfecture, c'est également un centre administratif et d'enseignement important :
  - Lycée et collège publics avec sections techniques (cité scolaire Jean-Jaurès),
  - Lycée privé (Saint-Gabriel),
  - Collège privé (Sainte-Jeanne-d’Arc),
  - Lycée d'enseignement agricole public (La Cazotte),
  - Lycée d’enseignement privé rural (Vaxergues),
  - CFPPA (Centre de formation professionnelle agricole pour adultes),
  - et pendant près de trente ans une école des métiers d'EDF, reprise par la chambre de commerce et d'industrie de Millau Sud-Aveyron, laquelle gère aussi l'école des métiers de l'animation et des techniques d'ambiance.

### Sports
Rugby à XV
- Rugby club saint-Affricain : Engagé en Fédérale 3 pour la saison 2020-2021

Handball
- Saint-Affrique Handball : Club créé en 1981, les équipes séniors masculines et féminines sont engagées au plus haut niveau régional, saison 2020-2021 en prénational

### Principales manifestations
Le Grand Prix de Saint-Affrique est un prix de peinture qui a été attribué pendant la seconde moitié du XXe siècle à des peintres de la "Jeune Peinture" exposant dans les principaux salons parisiens. Ce prix consistait en un séjour d'un mois dans l'hôtel du fameux cuisinier François Decucq et permettait aux artistes invités de visiter et de peindre l'une des plus belles régions de France. Les lauréats du prix les plus connus sont Maurice Boitel et Daniel du Janerand.
Le Salon des Amis des Arts : Exposition et concours de peinture organisé pendant une quinzaine de jours vers la fin de l'été.
Le tournoi international d'échecs de Saint-Affrique.
Le Challenge Armand Vaquerin : cette compétition estivale de rugby à XV est organisée chaque année depuis 1994 au mois d'août, sur plusieurs stades du Sud Aveyron (Millau, Saint-Affrique et Camarès).
Marché : tous les samedis matin sur le boulevard Victor-Hugo et le boulevard Charles de Gaulle.

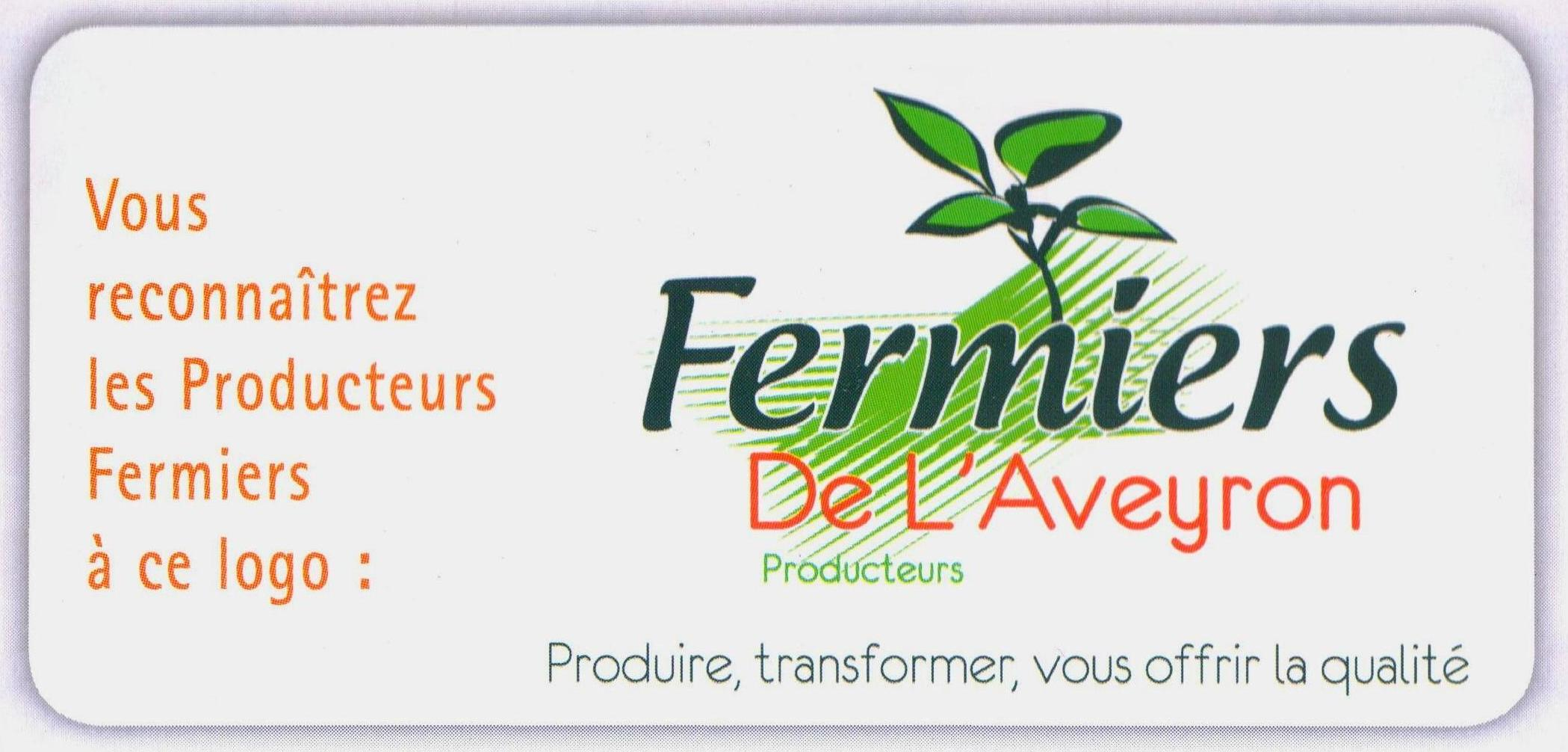
Logotype de Fermiers De L'Aveyron, groupement départemental pour la promotion, la représentation et la défense des producteurs fermiers de l'Aveyron.

Marchés nocturnes Fermiers De L'Aveyron : une succession de trois grands marchés nocturnes de producteurs fermiers, organisés par le groupement départemental des producteurs fermiers, se tiennent le soir courant juillet-août dans le jardin public du centre-ville. Des produits agricoles vivriers, préparés ou non, sont proposés pour la consommation sur place sous forme de grandes tablées animées.
Foire : le troisième samedi de chaque mois sauf en mai – le 4.
Le "4 mai" : c'est la plus importante foire de l'année, la fête foraine envahit deux des principales places pendant la journée du 4 mai d'où son nom. Elle est également l'occasion de présentation de machinisme agricole. La foire aux bestiaux, qui l'accompagnait, tombe petit à petit en désuétude : Dans les années 1950, chaque place avait sa spécialité animale et était surnommée par son nom (à l'origine en rouergat) : la "place aux cochons" était la place François-Fabié… Cette foire a maintenant lieu le 1er dimanche du mois de mai (depuis 2008)
La fête de Saint-Affrique, avec diverses manifestations (bals publics, corso fleuri…), a lieu pour la foire du mois de juin.
La Fête de la musique est très animée.
Depuis quelques années de nouvelles occasions de festivités rencontrent un grand succès :
- Marchés aux puces les samedis matin des mois de juillet et août.
- La foire aux produits biologiques est organisée le premier dimanche d'avril.

Ville étape sur le trajet des 100 km de Millau.

### Médias
- Deux journaux locaux à parution hebdomadaire :
  - Le Saint-Affricain, première parution le 16 janvier 1881 ;
  - Le Progrès Saint-Affricain, première parution le 31 décembre 1910.
- Saint-Affrique possède une page quotidienne dans les éditions régionales de La Dépêche du Midi, de Centre Presse et de Midi libre.
- Une radio associative : Radio Saint-Affrique, elle peut s'écouter en podcast à partir de leur site.

## Culture locale et patrimoine

### Patrimoine culturel

#### Patrimoine religieux

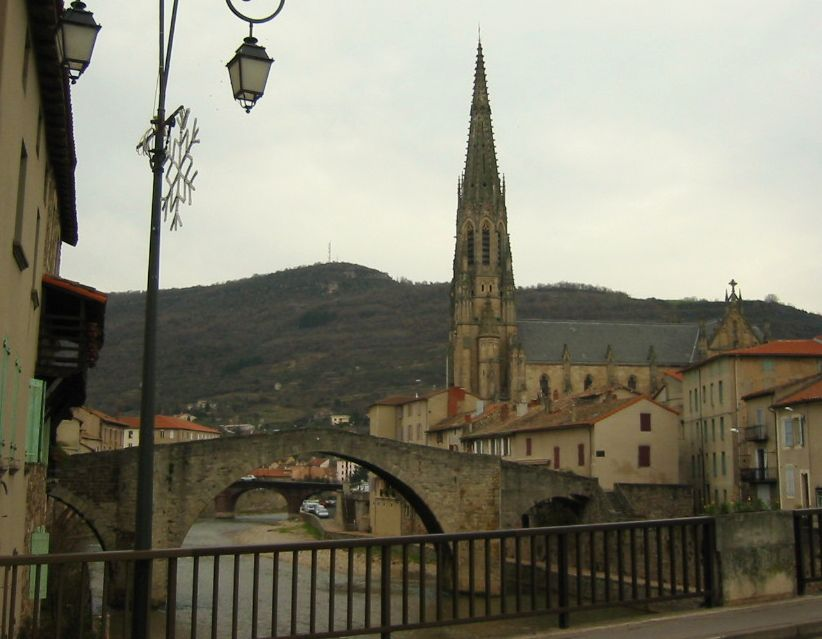
Le Pont Vieux et l'église.

- Église paroissiale Notre-Dame de Saint-Affrique, datant XIXe siècle, édifiée de 1894 à 1905 ; de style gothique, à l'intérieur se trouve une Vierge en bois doré XVe siècle. Impressionnante élévation de la flèche néogothique riche de sculptures en « dentelles », qui culmine à 71 mètres (d'autres sources avancent 81 mètres…).
- Église Sainte-Julitte-et-Saint-Cyr de Vendeloves. XIXe siècle.
- Église Saint-Germain de Bournac. XIIe et XIXe siècles.
- Église Notre-Dame de Tiergues. XIXe siècle.
- Église de Bedos. XVIe siècle, avec des restes romans.
- Église Saint-Martin du Cambon. XIXe siècle.
- Église de Saint-Étienne-de-Naucoules. L'église existait en 1678.
- Ancienne église et couvent des Cordeliers XIIIe siècle. Une des chapelles avait été fondée par la famille de Roquefeuil[45].
- Églises XIXe siècle : de Boussac, de Vailhauzy.
- Chapelle du couvent des Sœurs de l'Adoration-Perpétuelle de Saint-Affrique
- Chapelle Saint-Amans de la Loubatière. XXe siècle.
- Ancienne chapelle Saint-Amans de la Loubatière.
- Chapelle Saint-Géraud de Bournac.
- Ruines de la chapelle Saint-Martin de Boussac.
- Niches avec statuettes votives de la Vierge dans les façades des maisons.
- Temple de l’Église protestante unie de France de Saint-Affrique.

#### Patrimoine civil

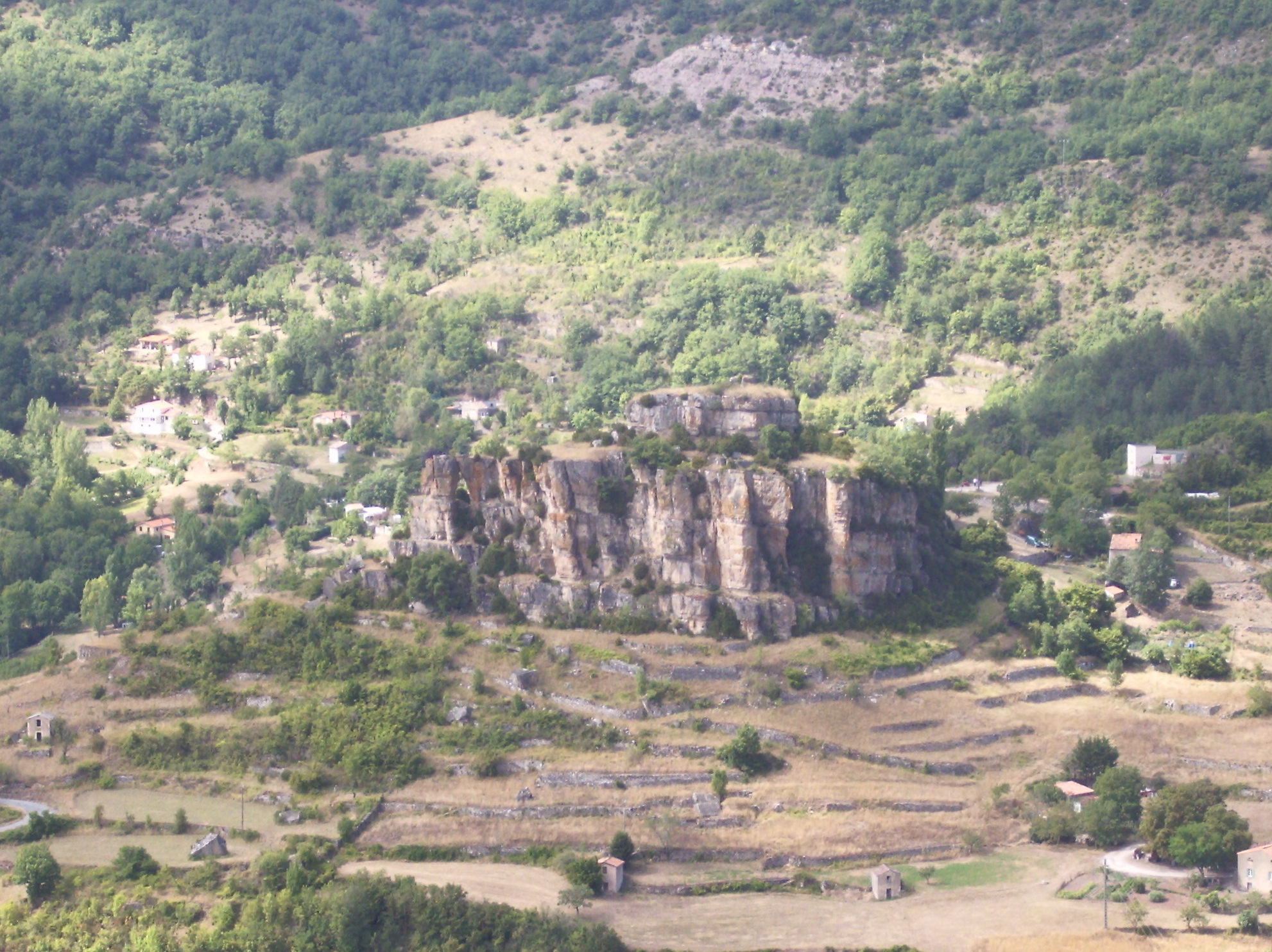
Le rocher de Caylus

- Le dolmen de Tièrgues classé monument historique, en 1889.
- Vestiges des anciennes fortifications : tour d'enceinte, traces des remparts (aujourd'hui boulevard Victor-Hugo, boulevard de la République, place de la Liberté et boulevard Charles-de-Gaulle.
- Ancien hôpital du XVIIIe siècle, aujourd'hui collège Foch.
- Statue de Leftiez en l'honneur de sa victoire au ST17.
- Collège Saint-Gabriel XIXe siècle.
- Château de Vailhauzy XIXe siècle.
- Château de Bournac (XIIIe siècle, XVe siècle) restauré XIXe siècle.
- Ruines du château de Caylus sur le rocher de Caylus qui domine la ville.
- Château du Mas Rougier (monument historique, inscription par arrêté du 19 mars 1979) : possède un logis rectangulaire, tour circulaire, tour carrée, meurtrières, et des mâchicoulis.
- Le pont Vieux, classé monument historique par arrêté du 12 juillet 1886, fut bâti vers 1270.
- Le pont Neuf, fin XVIIe siècle.
- La fontaine des Béliers, œuvre du sculpteur Rémi Coudrain sur la place de l'hôtel de ville.
- Le jardin public et son kiosque à musique.
- Le pressoir en pierre de Savignac (monument historique inscription par arrêté du 7 août 1980), du type en écusson.
- La Maison de la mémoire du Pays saint-affricain (installée dans les locaux de l'ancienne sous-préfecture et maison natale d'Émile Borel) : musée et bibliothèque où est déposé le fonds documentaire de Pierre et Marie-Louise Cabanes, découvreurs inlassables du patrimoine du Sud Aveyron.
- Pastoralia, musée interactif sur l'élevage ovin.

### Personnalités liées à la commune

#### Personnalités nées à Saint-Affrique
- David Maurice Joseph de Saint-Maurice de la Redorte (1768-1833), homme politique.
- Pierre Grand, homme politique, né le 30 août 1769 à Saint-Affrique (Aveyron) et mort le 2 juin 1840 à Montpellier.
- Jean-Baptiste Pas de Beaulieu (1787-1858), homme politique né à Saint-Affrique, député du Nord de 1827 à 1830.
- Pierre-Frédéric Sarrus (1798-1861), mathématicien, auteur de travaux en mécanique, calcul des variations et qui a laissé son nom à une règle de calcul des déterminants.
- Jean-Urbain Fourcand-Léon (1806-1889), homme politique né à Saint-Affrique, député de la Gironde de 1881 à 1885.
- Pierre-Auguste Sarrus (1813-1876), chef de musique militaire est à l'origine de l'invention du sarrussophone. Cette invention est contemporaine de celle du saxophone dont il se distingue, essentiellement, par l'utilisation d’une double anche[46].Sarrussophone.

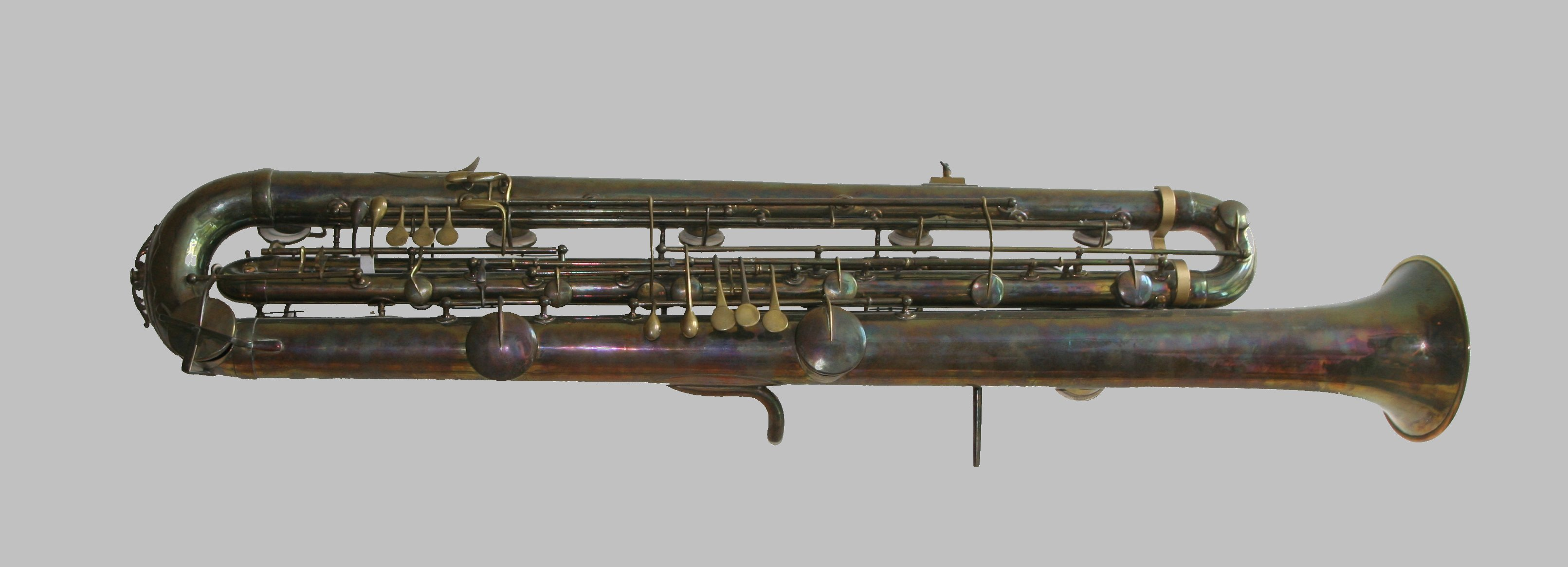
Sarrussophone.

- Hippolyte Barascud (1819-1889), maire de la commune de 1878 à 1881.
- Clément de Curières de Castelnau (1849-1907), polytechnicien[47], ingénieur de l'École des mines, dirigea les mines de Decazeville, Graissessac : il est le frère aîné d’Édouard.
- Le général Édouard de Curières de Castelnau (1851-1944), chef d'état-major du généralissime Joffre pendant la Première Guerre mondiale.
- Léonce de Castelnau, homme politique.
- Émile Borel (1871-1956), mathématicien auteur de travaux sur le calcul des probabilités et de la théorie des jeux stratégiques, homme politique, député, ministre de la marine et maire de Saint-Affrique.
- Mathieu de Costeplane, érudit aveyronnais.
- Clamouse Pierre Henri, (1824 -1884), menuisier, acteur de la Commune de Paris[48].
- Jean-Marie Pieyre (1954-1998), écrivain occitan.
- Stéphane Diagana (1969-), athlète spécialiste du 400 mètres haies, champion du Monde et d'Europe.
- Richard Sainct (1970-2004), motard français triple vainqueur du Rallye Paris-Dakar (1999, 2000 et 2003).
- Stéphane Delpuech (1974-), joueur de rugby à XV professionnel.
- Jérémy Blayac (1983-), joueur de football professionnel.
- Émilie Gral (1986-), sportive de haut niveau en natation handisport, recordwoman du monde en 400 m quatre nages, élue en 2015 conseillère départementale du canton de Saint-Affrique, benjamine de l'assemblée départementale à 28 ans.
- Loīc Minaudier, pilote moto de rallye raid. Plusieurs participations au Paris Dakar. A remporté le Hellas rallye de Grèce en mai 2021 comptant pour le championnat d’Europe de rallye raid.
- Marc Vidal (1991-), joueur de football professionnel.

#### Autres personnalités liées à la ville
- Louis Bernard (1746-1799), pasteur de l'Église réformée, né à Mialet, formé au désert puis au séminaire de Lausanne, député de l'Aveyron à la Convention nationale, il fait partie de la Commission chargé du dépouillement des papiers trouvés aux Tuileries dans l'armoire de fer. Modéré, il prend publiquement position et vote contre la mort du roi. Il présidera le Conseil des Anciens lors du coup d'État du 18 fructidor an V, avant de se retirer à Saint-Affrique. Son fils devient baron d’Empire sous le nom de Louis Bernard de Saint-Affrique. Actuellement la famille se compose de deux lignées cousines[réf. nécessaire], l’une est représentée par Lorrain de Saint Affrique ex trésorier du Front national, l’autre par Antoine Bernard de Saint-Affrique, élu en mai 2021 PDG de Danone.
- Denys Affre (1793-1848), archevêque de Paris, élève au collège Saint-Gabriel[49].
- Louis Armand, (1854-1922) né près de Vabres ; il fut l'un des compagnons les plus proches de Martel, l’« inventeur » de la spéléologie. L'aven Armand lui doit son nom.
- Marguerite Appell (1883-1969), fille du mathématicien Paul Appell, épouse d'Émile Borel en 1901. Femme de lettres sous le pseudonyme de Camille Marbo (contraction de Marguerite Borel), prix Fémina en 1913, puis membre du jury et présidente du même prix ; elle fut également maire-adjointe de Saint-Affrique.
- Max Fourestier (1907-1986), médecin, élève du collège Saint-Gabriel.
- Alfred Couderc (1882-1968), né à Abbas, Archiprêtre de Saint Affrique pendant les années 1934 à 1937, et nommé Evêque de Viviers qui a participé au Vatican au IIe Concile avec le pape PIE XI.
- Jacques Godfrain (1943-), né à Toulouse, député de l'Aveyron (UMP) de 1978 à 2007, ancien ministre de la coopération (1995-1997) et maire-adjoint de Saint-Affrique (1983-1989).
- Robert Ménard (1953-) né à Oran, journaliste français et maire de Béziers ; il suit les cours du collège religieux Saint-Gabriel à Saint-Affrique, et envisage de devenir prêtre, ce à quoi sa mère s'oppose. En mai 1968, il fait fermer son collège.
- Stéphane Gomez (1976-), né à Millau, nageur français spécialiste de la nage en eau libre ; il s'entraîne au club de Saint-Affrique.

### Héraldique
Blasonnements famille de Caylus : D'or, au lion passant de gueules accompagné de 16 étoiles de même posées en orle.
D'or, au lion passant de gueules accompagné de 16 billettes de même posées en orle.